# Arkadiusz Stępień
Arkadiusz Stępień (ur. 15 marca 1969 w Olsztynie)  – polski inżynier, dr  hab. nauk rolniczych, adiunkt Katedry Agroekosystemów Wydziału Kształtowania Środowiska i Rolnictwa Uniwersytetu Warmińsko-Mazurskiego.

## Życiorys
W 1995 uzyskał tytuł magistra za pracę pt. Wpływ różnych form nawozów organicznych na wysokość i jakość plonu buraka cukrowego na Wydziale Rolniczym Akademii Rolniczo-Technicznej w Olsztynie. 27 czerwca 2000 obronił pracę doktorską Produkcyjne i siedliskowe skutki różnych systemów nawożenia w zmianowaniu, 12 stycznia 2012 habilitował się na podstawie pracy zatytułowanej Wpływ mączek mięsno-kostnych na właściwości gleby i plonowanie roślin.
Piastuje funkcję adiunkta w Katedrze Agroekosystemów na Wydziale Kształtowania Środowiska i Rolnictwa Uniwersytetu Warmińsko-Mazurskiego.